# Дік Схунакер
Дік Схунакер (нід. Dick Schoenaker, нар. 30 листопада 1952, Еде) — нідерландський футболіст, півзахисник. По завершенні ігрової кар'єри — спортивний функціонер.
Як гравець насамперед відомий виступами за клуб «Аякс», а також за національну збірну Нідерландів.
Шестиразовий чемпіон Нідерландів.

## Клубна кар'єра
У дорослому футболі дебютував у 1973 році виступами за команду клубу «Вагенінген», в якій провів один сезон, взявши участь у 13 матчах чемпіонату.
Протягом 1974—1976 років захищав кольори команди клубу «Де Графсхап».
Своєю грою за останню команду привернув увагу представників тренерського штабу клубу «Аякс», до складу якого приєднався у 1976 році. Відіграв за команду з Амстердама наступні дев'ять сезонів своєї ігрової кар'єри. Більшість часу, проведеного у складі «Аякса», був гравцем основного складу команди.
Протягом 1985—1986 років захищав кольори команди клубу «Твенте».
Завершив професійну ігрову кар'єру у клубі «Вітесс», за команду якого виступав протягом 1986—1988 років.

## Виступи за збірну
У 1978 році дебютував в офіційних матчах у складі національної збірної Нідерландів. Протягом кар'єри у національній команді, яка тривала 8 років, провів у формі головної команди країни лише 13 матчів, забивши 6 голів.
У складі збірної був учасником чемпіонату світу 1978 року в Аргентині, де разом з командою здобув «срібло».

## Титули і досягнення
- Чемпіон Нідерландів (6):

«Аякс»: 1976–77, 1978–79, 1979–80, 1981–82, 1982–83, 1984–85
- Володар Кубка Нідерландів (2):

«Аякс»: 1978–79, 1982–83
- Віце-чемпіон світу: 1978